# 鹏华基金
鹏华基金是中華人民共和國一家基金公司。

## 历史
成立于1998年12月22日。
它是中國成立最早的十家基金管理公司之一。總部位於深圳。在北京、上海、武漢、廣州設有分公司。

## 外部連結
- 官方网站